# BSD 데몬

BSD 데몬

BSD 데몬(BSD Daemon, 별칭: Beastie)은 BSD 운영 체제의 마스코트이다. BSD 데몬은 1976년 만화가 필 포글리오가 처음 그렸다. BSD 데몬 그림의 공식 저작권은 마셜 커크 맥쿠식(빌 조이와 함께 일했던 초창기의 BSD 개발자)이 소유하고 있다.

## 아스키 그림
BSD 데몬의 아스키 아트 그림은 펠릭스 리(Felix Lee)의 작품으로, FreeBSD 버전 5.x의 시작 메뉴에 등장하였고 차기 버전의 시작 이미지로도 쓰이고 있다. daemon_server 화면 보호기에도 사용되고 있다.
```
                ,        ,         
               /(        )`        
               \ \___   / |        
               /- 
_
  `-/  '        
              (
/\/ \
 \   /\        
              
/ /   |
 `    \       
              
O O
   
)
 /    |       
              
`-^--'
`<     '       
             (_.)  _  )   /        
              `.___/`    /         
                `-----' /          

   <----.
     __ / __   \          

   <----|====
O)))
==
) \) /
====|
      

   <----'
    `--' `.__,' \         
                |        |         
                 \       /       /\

            ______
( (_  / \______/
 

          ,'  ,-----'   |          
          `--
{__________)          
```

## 같이 보기
- 분류:컴퓨터 마스코트
- 턱스
- 콘키

## 참조
1. ↑  Lee, Felix. “ascii art (1994 - 1995)”. 2003년 2월 2일에 원본 문서에서 보존된 문서. 2003년 4월 9일에 확인함.